# Yulián Anchico
Yulián José Anchico Patiño (ur. 28 maja 1984 w Cúcucie) – kolumbijski piłkarz występujący na pozycji defensywnego pomocnika lub prawego obrońcy, reprezentant Kolumbii.

## Kariera klubowa
Anchico jest wychowankiem drużyny Deportes Tolima z siedzibą w mieście Ibagué. Do seniorskiego składu drużyny został włączony w 2002 roku. Wkrótce został podstawowym graczem zespołu, zdobywając z nim jesienią 2003 pierwsze w historii klubu mistrzostwo Kolumbii, a także tytuł wicemistrzowski trzy lata później. Wziął także udział w trzech turniejach międzynarodowych – Copa Libertadores 2004 i 2007, a także Copa Sudamericana 2006. Wiosną 2008 przeszedł do innej kolumbijskiej drużyny, Independiente Santa Fe, gdzie od razu wywalczył sobie miejsce w wyjściowym składzie. Stołeczna drużyna nie osiągnęła większych sukcesów w lidze, jednak zdołała zdobyć krajowy puchar w roku 2009 oraz zakwalifikować się do turnieju Copa Libertadores 2010.
Na początku 2011 roku Anchico został wypożyczony do meksykańskiej Pachuki. 9 stycznia, w swoim debiucie w zespole Tuzos, wpisał się na listę strzelców w meczu z Américą. W barwach Pachuki wystąpił w 15 spotkaniach ligowych, zdobywając 3 gole.

## Kariera reprezentacyjna
Pierwszy mecz w dorosłej reprezentacji Kolumbii Anchico rozegrał w 2005, mając 21 lat. W tym samym roku został powołany przez selekcjonera Reinaldo Ruedę na Złoty Puchar CONCACAF, gdzie Cafeteros odpadli po półfinałowej konfrontacji z Panamą. Anchico brał także udział w eliminacjach do Mistrzostw Świata 2010, występując wówczas w trzech meczach kwalifikacyjnych.
W 2011 roku został powołany na Copa América, gdzie jego drużyna odpadła w ćwierćfinale.